# Ing
| Nombre            | Protonórdico                    | Anglosajón        |
| Nombre            | *Ingwaz                         | Ing               |
| Nombre            | "Ingwaz (personaje mitológico)" |                   |
| Forma             | Futhark antiguo                 | Futhorc           |
| Forma             |                                 |                   |
| Unicode           | ᛜ ᛝ U+16DC U+16DD               | ᛜ ᛝ U+16DC U+16DD |
| Transliteración   | ŋ                               | ŋ                 |
| Transcripción     | ŋ                               | ŋ                 |
| SonidoAFI         | [ŋ]                             | [ŋ]               |
| Puesto alfabético | 22                              | 22                |
| Ætt               | Ætt de Tyr                      | Ætt de Tyr        |

Ing es el nombre anglosajón de la runa  (con las variantes  y ) que representa el sonido «ng» en el alfabeto futhorc y el futhark antiguo, donde se ha reconstruido lingüísticamente su nombre como *ingwaz. Llevaría el mismo nombre que el personaje mitológico Ingwaz en su honor. 

## Poema rúnico
El nombre de la runa aparece en el poema rúnico anglosajón:
| Poema rúnico anglosajón: | Traducción: |
| Ing wæs ærest mid Eástdenum gesewen secgum, oð he síððan eást ofer wæg gewát. wæn æfter ran. þus Heardingas þone hæle nemdon. | Ing el primero de los daneses de este es considerado, hasta que partió hacia el este por el mar, su carro le siguió. así los heardings le llamaron héroe. |

## Origen
Ingwaz junto a peorð e iwaz se encuentra entre los casos de runas de origen incierto, y que no aparece en las inscripciones más antiguas. La runa no aparece en los primeros alfabetos futhark como el de la piedra de Kylver. En sus primeros registros aparece como una runa ligada a íss en el par iŋ con las formas  o  (una forma de "runa linterna" similar a la posterior runa del futhorc ger), pero su identificación es controvertida en la mayoría de los casos, ya que el mismo signo podría ser también una forma especular de wynn o de thurisaz. El primer caso en el que la presencia de la ligadura iŋ ofrece una certeza razonable es en la inscripción mari͡ŋs (quizá referido a los "mærings" u ostrogodos) en una hebilla de plata de Szabadbattyán, datada en el siglo V.